# Los Molinos
Los Molinos è un comune spagnolo di 4 161 abitanti situato nella comunità autonoma di Madrid, parte della comarca di Cuenca del Guadarrama.